# Хабібур Рахман
Хабібур Рахман (бенг. মুহাম্মদ হাবিবুর রহমান; нар. 3 грудня 1928 — пом. 11 січня 2014) — державний діяч Бангладеш. Виконував обов'язки прем'єр-міністра країни 1996 року.

## Біографія
Народився в місті Муршідабад 1930 року. 1951 року закінчив Даккський університет, потім продовжив навчання в Оксфордському університеті у Великій Британії.
Хабібур Рахман почав свою кар'єру як викладач історії в Університеті Даки 1952 року. Згодом він викладав в Університеті Раджшахі, де у подальшому обіймав посаду декана юридичного факультету. 1964 року змінив рід діяльності та почав працювати юристом. У 1976–1995 роках був суддею Верховного суду.
Хабібур Рахман пішов у відставку з посади судді Верховного суду Бангладеш 1995 року. Наступного року виконував обов'язки глави уряду Бангладеш.